# Clásica San Sebastián 2024
De wielerwedstrijd Clásica San Sebastián werd in 2024 gehouden op 10 augustus en was onderdeel van de UCI World Tour 2024. Het was de 43e editie van deze wedstrijd. De wedstrijd werd in 2023 gewonnen door de Belg Remco Evenepoel. Deze editie werd gewonnen door de Zwitser Marc Hirschi.

## Uitslag
| Plaats  | Naam                | Ploeg                     | Tijd     |
| ------- | ------------------- | ------------------------- | -------- |
| Winnaar | Marc Hirschi        | UAE Team Emirates         | 5u46'12" |
| 2       | Julian Alaphilippe  | Soudal-Quick Step         | z.t.     |
| 3       | Lennert Van Eetvelt | Lotto-Dstny               | + 7"     |
| 4       | Kevin Vermaerke     | Team DSM-Firmenich PostNL | + 17"    |
| 5       | Jhonatan Narváez    | INEOS Grenadiers          | + 25"    |
| 6       | Neilson Powless     | EF Education-EasyPost     | + 25"    |
| 7       | Patrick Konrad      | Lidl-Trek                 | + 25"    |
| 8       | Michael Woods       | Israel-Premier Tech       | + 25"    |
| 9       | Jan Christen        | UAE Team Emirates         | + 36"    |
| 10      | Brandon McNulty     | UAE Team Emirates         | + 37"    |
|         |                     |                           |          |
| 36      | Wilco Kelderman     | Visma \| Lease a Bike     | + 3'56"  |

1981 · 1982 · 1983 · 1984 · 1985 · 1986 · 1987 · 1988 · 1989 · 1990 · 1991 · 1992 · 1993 · 1994 · 1995 · 1996 · 1997 · 1998 · 1999 · 2000 · 2001 · 2002 · 2003 · 2004 · 2005 · 2006 · 2007 · 2008 · 2009 · 2010 · 2011 · 2012 · 2013 · 2014 · 2015 · 2016 · 2017 · 2018 · 2019 · 2020 · 2021 · 2022 · 2023 · 2024
Tour Down Under ·
Great Ocean Road Race ·
Ronde van de Verenigde Arabische Emiraten ·
Omloop Het Nieuwsblad ·
Strade Bianche ·
Parijs-Nice · 
Tirreno-Adriatico · 
Milaan-San Remo ·
Ronde van Catalonië ·
Classic Brugge-De Panne ·
E3 Saxo Classic ·
Gent-Wevelgem ·
Dwars door Vlaanderen ·
Ronde van Vlaanderen ·
Ronde van het Baskenland ·
Parijs-Roubaix ·
Amstel Gold Race ·
Waalse Pijl ·
Luik-Bastenaken-Luik ·
Ronde van Romandië ·
Eschborn-Frankfurt ·
Ronde van Italië ·
Critérium du Dauphiné ·
Ronde van Zwitserland ·
Ronde van Frankrijk ·
Clásica San Sebastián ·
Ronde van Polen ·
Bretagne Classic ·
BEMER Cyclassics ·
Renewi Tour ·
Ronde van Spanje ·
GP van Quebec ·
GP van Montreal ·
Ronde van Lombardije ·
Ronde van Guangxi